# Campeonato europeo de hockey sobre patines masculino de 2010
El XLIX Campeonato europeo de hockey sobre patines masculino se celebró en Alemania en 2010, con la participación de ocho Selecciones nacionales masculinas de hockey patines. Todos los partidos se disputaron en la ciudad de Wuppertal (Alemania). La selección de España consiguió su decimoquinto título.

## Equipos participantes
|            |
| Alemania   |
| Austria    |
| España     |
| Francia    |
| Inglaterra |
| Italia     |
| Portugal   |
| Suiza      |

## Fase de grupos
Los equipos se repartieron entre 2 grupos de cuatro selecciones cada uno. La clasificación que tuvieran en la fase de grupos determinaba el emparejamiento de cuartos de final (el cuarto de un grupo contra el primero del otro, el segundo de un grupo contra el tercero del otro,...).

### Grupo A
| Equipo  | Pts | PJ | PG | PE | PP | GF | GC | DG  |
| ------- | --- | -- | -- | -- | -- | -- | -- | --- |
| España  | 9   | 3  | 3  | 0  | 0  | 27 | 0  | +27 |
| Suiza   | 6   | 3  | 2  | 0  | 1  | 13 | 9  | +4  |
| Francia | 3   | 3  | 1  | 0  | 2  | 9  | 13 | -4  |
| Austria | 0   | 3  | 0  | 0  | 3  | 1  | 28 | -27 |

| Fecha      | Partido | Partido | Partido | Resultado |
| ---------- | ------- | ------- | ------- | --------- |
| 06.09.2010 | Francia | -       | Suiza   | 0-8       |
| 06.09.2010 | España  | -       | Austria | 14-0      |
| 07.09.2010 | Suiza   | -       | Austria | 5-1       |
| 07.09.2010 | España  | -       | Francia | 5-0       |
| 08.09.2010 | Francia | -       | Austria | 9-0       |
| 08.09.2010 | España  | -       | Suiza   | 8-0       |

### Grupo B
| Equipo     | Pts | PJ | PG | PE | PP | GF | GC | DG  |
| ---------- | --- | -- | -- | -- | -- | -- | -- | --- |
| Portugal   | 9   | 3  | 3  | 0  | 0  | 23 | 3  | +10 |
| Italia     | 4   | 3  | 1  | 1  | 1  | 9  | 9  | 0   |
| Alemania   | 4   | 3  | 1  | 1  | 1  | 10 | 11 | -1  |
| Inglaterra | 0   | 3  | 0  | 0  | 3  | 6  | 25 | -19 |

| Fecha      | Partido    | Partido | Partido    | Resultado |
| ---------- | ---------- | ------- | ---------- | --------- |
| 05.09.2010 | Alemania   | -       | Inglaterra | 6-3       |
| 06.09.2010 | Portugal   | -       | Italia     | 4-1       |
| 07.09.2010 | Inglaterra | -       | Portugal   | 1-14      |
| 07.09.2010 | Alemania   | -       | Italia     | 3-3       |
| 08.09.2010 | Italia     | -       | Inglaterra | 5-2       |
| 08.09.2010 | Alemania   | -       | Portugal   | 1-5       |

## Fase Final

### Eliminatorias por el título
|  | Cuartos de final        | Cuartos de final        |          |          | Semifinales              | Semifinales              |         |              | Final                    | Final                    |  |
|  | 9 de septiembre de 2010 | 9 de septiembre de 2010 |          |          | 10 de septiembre de 2010 | 10 de septiembre de 2010 |         |              | 11 de septiembre de 2010 | 11 de septiembre de 2010 |  |
|  |                         |                         |          |          |                          |                          |         |              |                          |                          |  |
|  |                         |                         |          |          |                          |                          |         |              |                          |                          |  |
|  | España                  | 11                      |          |          |                          |                          |         |              |                          |                          |  |
|  | España                  | 11                      |          |          |                          |                          |         |              |                          |                          |  |
|  | Inglaterra              | 1                       |          |          |                          |                          |         |              |                          |                          |  |
|  | Inglaterra              | 1                       |          | España   | 4                        |                          |         |              |                          |                          |  |
|  |                         |                         |          | España   | 4                        |                          |         |              |                          |                          |  |
|  |                         |                         | Francia  | 0        |                          |                          |         |              |                          |                          |  |
|  | Francia                 | 3                       | Francia  | 0        |                          |                          |         |              |                          |                          |  |
|  | Francia                 | 3                       |          |          |                          |                          |         |              |                          |                          |  |
|  | Italia                  | 2                       |          |          |                          |                          |         |              |                          |                          |  |
|  | Italia                  | 2                       |          |          |                          |                          |         | España       | 8                        |                          |  |
|  |                         |                         |          |          |                          |                          |         | España       | 8                        |                          |  |
|  |                         |                         | Portugal | 2        |                          |                          |         |              |                          |                          |  |
|  | Suiza                   | 0                       | Portugal | 2        |                          |                          |         |              |                          |                          |  |
|  | Suiza                   | 0                       |          |          |                          |                          |         |              |                          |                          |  |
|  | Alemania                | 2                       |          |          |                          |                          |         |              |                          |                          |  |
|  | Alemania                | 2                       |          | Alemania | 1                        |                          |         | Tercer lugar | Tercer lugar             |                          |  |
|  |                         |                         |          | Alemania | 1                        |                          |         | Tercer lugar | Tercer lugar             |                          |  |
|  |                         |                         | Portugal | 6        |                          |                          |         |              |                          |                          |  |
|  | Austria                 | 0                       | Portugal | 6        |                          |                          | Francia | 1 (2)        |                          |                          |  |
|  | Austria                 | 0                       |          |          |                          |                          | Francia | 1 (2)        |                          |                          |  |
|  | Portugal                | 23                      |          |          |                          |                          |         |              | Alemania                 | 1 (0)                    |  |
|  | Portugal                | 23                      |          |          |                          |                          |         |              | Alemania                 | 1 (0)                    |  |
|  |                         |                         |          |          |                          |                          |         |              |                          |                          |  |

### 5º al 8º
|  | Eliminatoria del 5º al 8º | Eliminatoria del 5º al 8º |       |        | Partido por el 5º lugar  | Partido por el 5º lugar  |  |
|  | 10 de septiembre de 2010  | 10 de septiembre de 2010  |       |        | 11 de septiembre de 2010 | 11 de septiembre de 2010 |  |
|  |                           |                           |       |        |                          |                          |  |
|  |                           |                           |       |        |                          |                          |  |
|  | Inglaterra                | 3                         |       |        |                          |                          |  |
|  | Inglaterra                | 3                         |       |        |                          |                          |  |
|  | Italia                    | 5                         |       |        |                          |                          |  |
|  | Italia                    | 5                         |       | Italia | 4                        |                          |  |
|  |                           |                           |       | Italia | 4                        |                          |  |
|  |                           |                           | Suiza | 2      |                          |                          |  |
|  | Suiza                     | 4                         | Suiza | 2      |                          |                          |  |
|  | Suiza                     | 4                         |       |        |                          |                          |  |
|  | Austria                   | 1                         |       |        | Partido por el 7º lugar  | Partido por el 7º lugar  |  |
|  | Austria                   | 1                         |       |        | Partido por el 7º lugar  | Partido por el 7º lugar  |  |
|  |                           |                           |       |        |                          |                          |  |
|  |                           |                           |       |        | Inglaterra               | 8                        |  |
|  |                           |                           |       |        | Inglaterra               | 8                        |  |
|  |                           |                           |       |        | Austria                  | 3                        |  |
|  |                           |                           |       |        | Austria                  | 3                        |  |
|  |                           |                           |       |        |                          |                          |  |

## Clasificación final
| 1. España     |
| 2. Portugal   |
| 3. Francia    |
| 4. Alemania   |
| 5. Italia     |
| 6. Suiza      |
| 7. Inglaterra |
| 8. Austria    |